# Estancia La Oriental

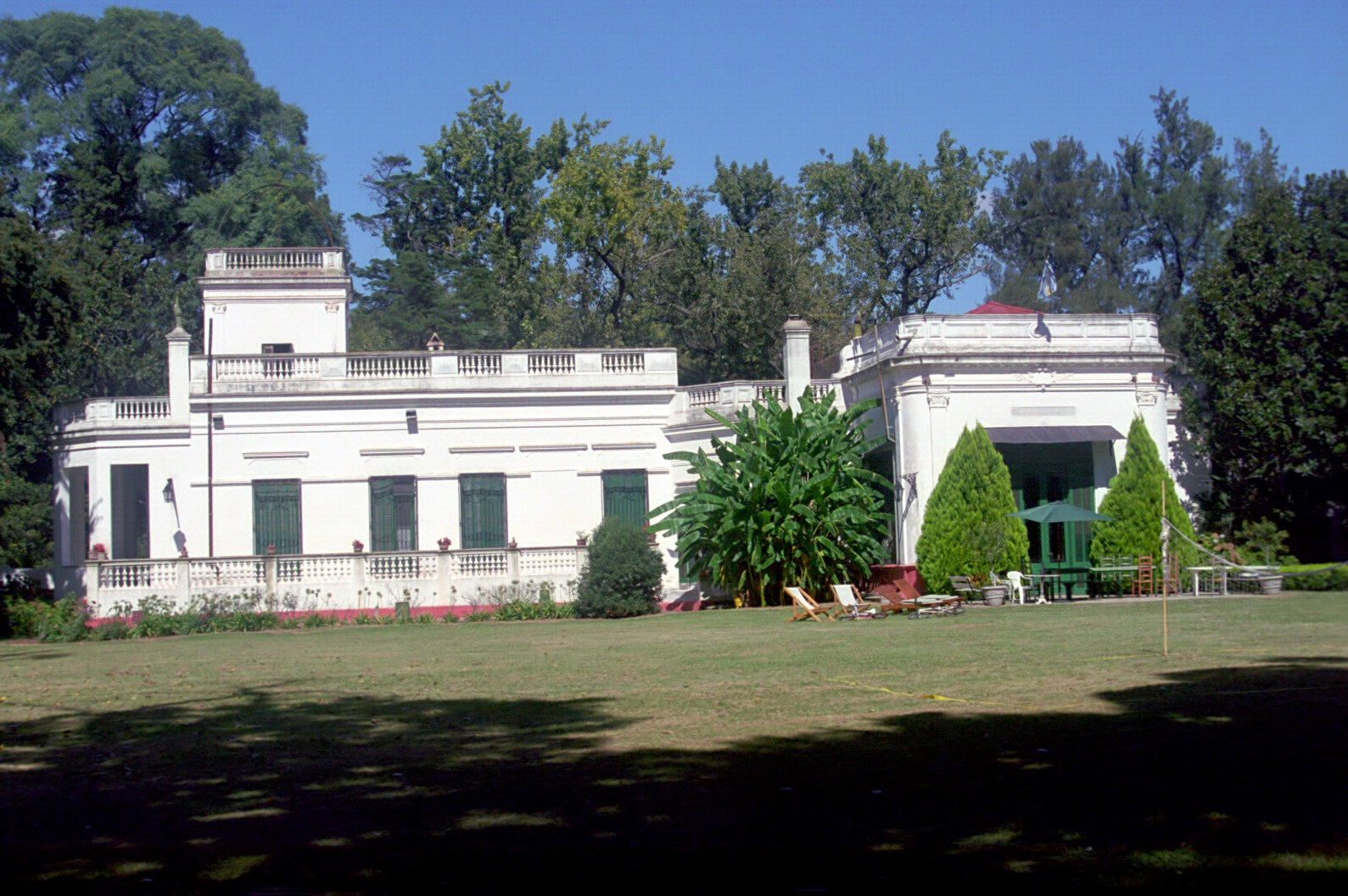
Casco de la estancia La Oriental, construido en 1880.

La Estancia La Oriental está ubicada en la Pampa Ondulada Alta, a 10 km (kilómetros) de la ciudad de Junín, en el norte de la provincia de Buenos Aires. Posee 1050 ha (hectáreas) dedicadas a la explotación agrícola-ganadera con siembra directa para la conservación del medio ambiente.
A su vez, la estancia está abierta al público, aprovechando turísticamente su histórico casco de 1880. Actualmente, es uno de los destinos de turismo rural más importantes de la Llanura Pampeana.

## Historia
En tiempos de la organización nacional, este paraje perteneció a los Coroneles Federico Rauch y a Manuel Dorrego. Al morir ambos sin descendencia, uno en batalla y el otro fusilado por orden del General Juan Lavalle, las tierras pasaron a manos de la provincia de Buenos Aires.
En 1869, el gobernador Adolfo Alsina devuelve las tierras a manos privadas y estas son compradas por Don Justo Saavedra que en 1880 construye el casco original de la Estancia La Oriental. 

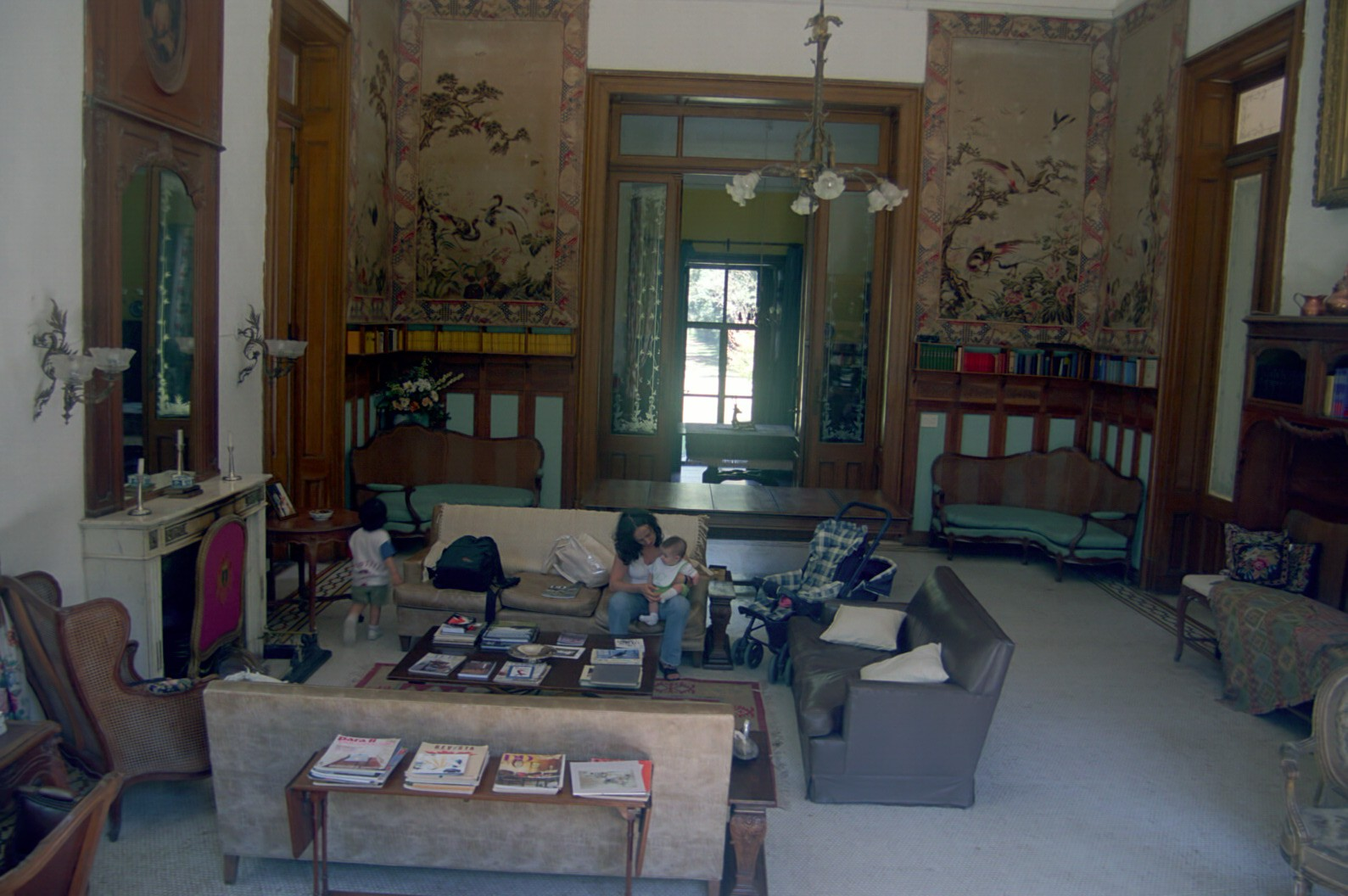
Sala de estar del casco de la estancia.

Para 1892, La Oriental alcanzó fama como uno de los haras más importantes del país. Los potrillos de La Oriental corrían en Palermo con los colores rosa y blanco.
A fines del s. XIX, en pleno auge del campo argentino, Justo del Carmen Saavedra —un bon vivant criollo, suegro de Vicente Cucullu— refacciona el casco. Crea un ambiente exclusivo de pocas y señoriales habitaciones, grandes baños, living y comedor imponentes dan cuenta de una época en la que lo único que cabía con el espacio era ser generoso. Los muebles traídos de distintas partes del mundo, aún se conservan en perfectas condiciones. 
Desde entonces La Oriental es uno de los cascos más importantes de la provincia de Buenos Aires, tanto que el tren que traía visitantes ilustres solía detenerse en la tranquera de entrada.
Aún se recuerda el escenario montado en el living para la orquesta, las grandes fiestas, el lago con cisnes, las instalaciones de tiro al blanco traídas de Noruega y los palomares entre otros atractivos.
Años más tarde La Oriental fue comprada, a tranquera cerrada, por Doña María Teresa Jacobe de Torello abuela de los actuales dueños Rafael Torello y Estela Ocampo de Torello, quienes explotan la actividad turística y agrícola-ganadera de la estancia.

## El Casco
El casco de La Oriental data de 1880, cuando es construido por Don Justo Saavedra, el dueño de esas tierras en aquella época. Cuenta con pocas y señoriales habitaciones con chimenea, grandes baños, living y comedor imponentes. Todo el ambiente da cuenta de una época en lo que lo único que cabía era ser generoso con el espacio. Los muebles traídos de distintas partes del mundo, aún se conservan en perfectas condiciones.

## Actividades

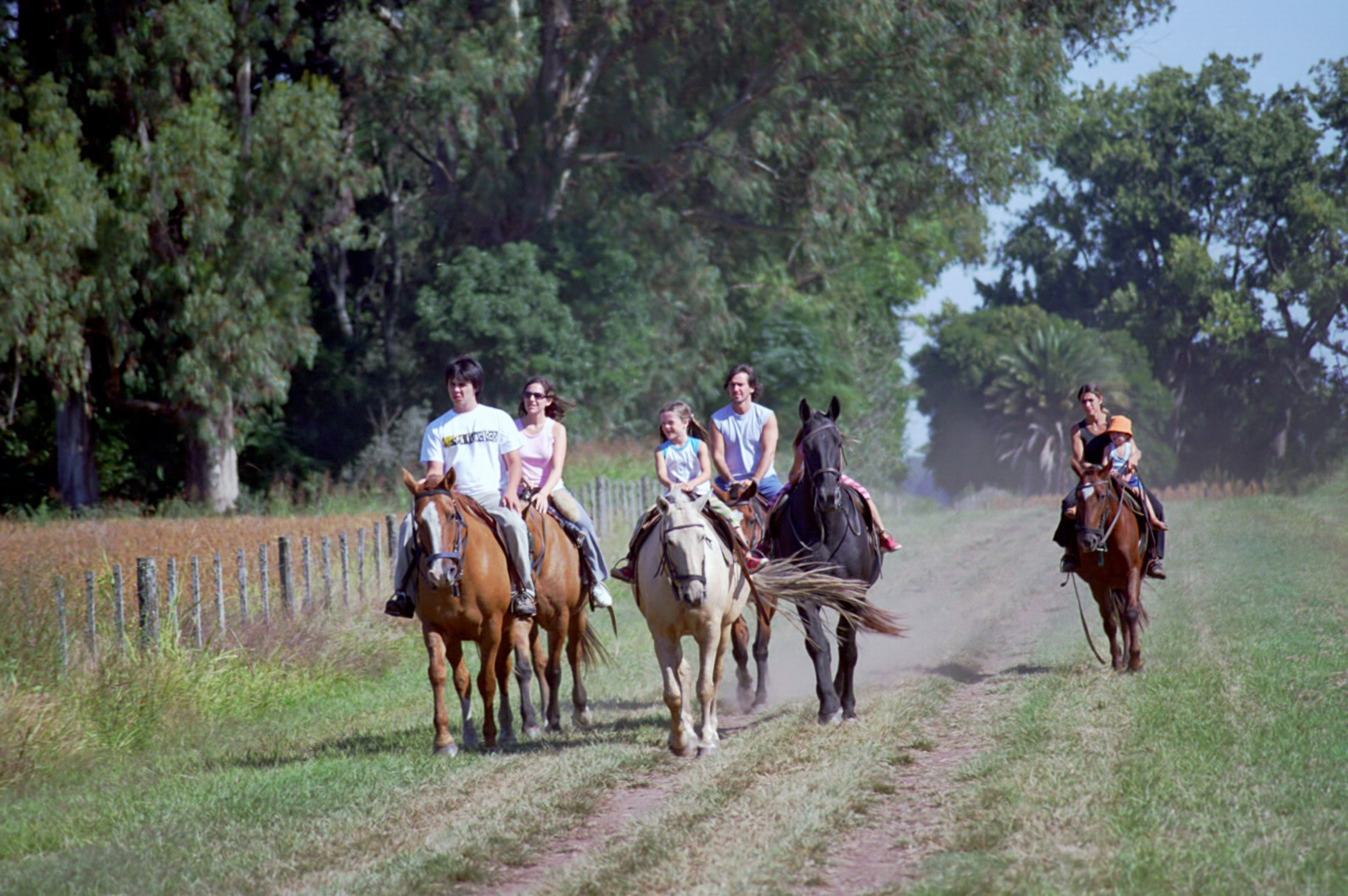
Cabalgata junto al bosque de la estancia.

Lo más valorado por los visitantes es el reencuentro con la naturaleza. La estancia posee un centenario bosque de más de 30 hectáreas, con robles, eucaliptos, plátanos, araucarias y cedros, entre otros. Pueden realizarse paseos en volanta y cabalgatas. En las cercanías del casco pueden practicar arquería, jugar al croquet, a las bochas, ping-pong o juegos de salón. También se pueden practicar aproaches en el green de golf o fútbol.
Es un sitio propicio para el avistaje de aves, que consiste en la observación, estudio y conservación de las aves silvestres en sus ambientes naturales, identificando las especies y aprendiendo los comportamientos sobre su alimentación, nidificación, temporada de cría, migraciones, ecosistemas en donde se instalan y todas las características que hacen que cada ave sea única y particular. La primavera y el verano son las mejores estaciones para avistarlas.
En el extremo sudoeste de la estancia se encuentra la laguna El Carpincho, ideal para la pesca deportiva. La laguna es el hábitat natural de pejerreyes, tarariras, nutrias y gran variedad de aves.
De acuerdo a la época del año los visitantes pueden participar en las tareas agrícola-ganaderas que se llevan a cabo en la estancia junto al personal. Actualmente se cultiva principalmente soja, trigo y maíz. Dentro de la actividad ganadera lo más importante es la cría bovina que se realiza en las cañadas o tierras sin aptitud agrícola. Diferentes tareas como la siembra, cosecha, arreos, yerra, etcétera, son las que usualmente se llevan a cabo en la estancia en las que pueden participar los huéspedes.
Otras actividades que se pueden realizar en las cercanías:
- Golf en el Junín Golf Club, a 12 km (kilómetros);
- Pesca en la Laguna de Gómez a 19 km;
- Vuelo a vela en el Club de Planeadores de Junín, a 18 km.

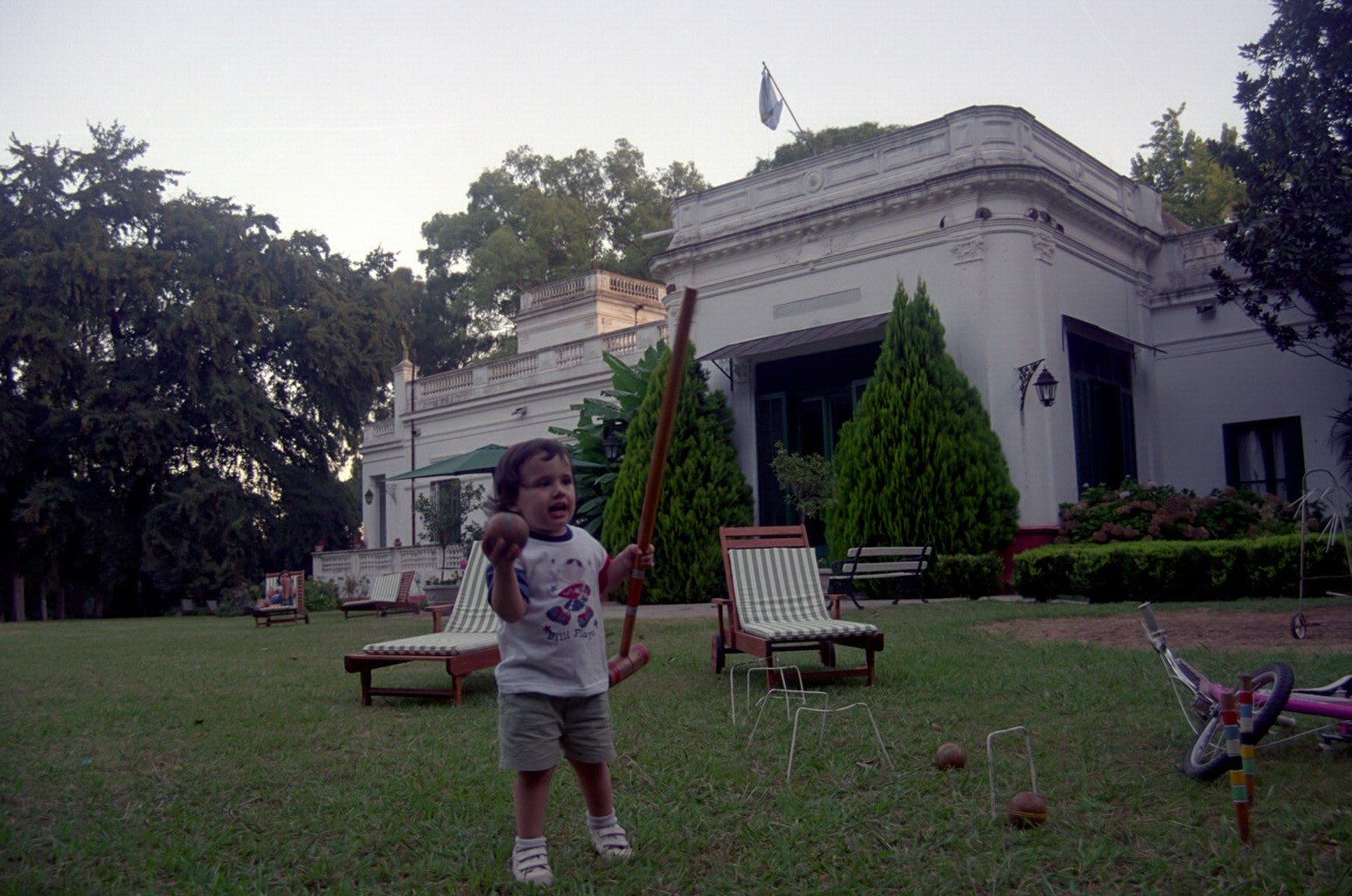
Niña jugando al croquet junto al casco de la estancia.